# 1760er
Portal Geschichte | Portal Biografien | Aktuelle Ereignisse | Jahreskalender | Tagesartikel

◄ |
17. Jh. |
18. Jahrhundert
| 19. Jh. | ►

◄ |
1730er |
1740er |
1750er |
1760er
| 1770er | 1780er | 1790er | ►

1760 |
1761 |
1762 |
1763 |
1764 |
1765 |
1766 |
1767 |
1768 |
1769

## Ereignisse
- 1763: Der Frieden von Hubertusburg beendet den Siebenjährigen Krieg (seit 1756).
- 1768: Konföderation von Bar in Polen.

## Persönlichkeiten
- Ludwig XV., König von Frankreich und Navarra
- Maria Theresia, Erzherzogin in Österreich und Königin von Ungarn und Böhmen
- Joseph II., Erzherzog in Österreich, Kaiser des HRR
- Karl III., König von Spanien
- Friedrich II., König von Preußen
- Clemens XIII., Papst
- Katharina II., Zarin von Russland
- Georg III., König des Vereinigten Königreiches von Großbritannien und Irland
- George Grenville, Premierminister des Vereinigten Königreiches von Großbritannien und Irland
- Augustus FitzRoy, 3. Duke of Grafton, Premierminister des Vereinigten Königreiches von Großbritannien und Irland
- William Pitt, 1. Earl of Chatham, Premierminister des Vereinigten Königreiches von Großbritannien und Irland
- Go-Sakuramachi, Kaiserin von Japan
- Qianlong, Kaiser von China